# Sild
 For alternative betydninger, se Sild (flertydig). (Se også artikler, som begynder med Sild)
Sild eller atlantisk sild (latin: Clupea harengus, engelsk: herring) er en fisk i sildefamilien. Det er en overfladefisk, der lever i store stimer, hvor der kan være op til en million individer. Silden findes på begge sider af det nordlige Atlanterhav. Ud for Nordamerika findes silden fra Cape Cod til Labradorkysten, Sydgrønland og Island. Ved Europa findes den fra Biscayen til Barentshavet og Hvidehavet. Der findes sild ved alle danske kyster, og i Østersøen når den helt ind i Bottenhavet.

## Udseende
Silden er en slank fisk, der sjældent bliver over 35 centimeter lang. Skællene er tynde, og den mangler en sidelinje. Silden har underbid og glatte gællelåg. Den ligner brisling, men kendes fra denne ved, at rygfinnerne sidder længere fremme end bugfinnerne.
Den levende sild er blågrøn på ryggen, mens sider og bug er sølvskinnende uden pletter. Den døde sild er mere blålig på ryggen og nedadtil rent sølvhvid. Ligesom de fleste andre fisk er silden mørk på oversiden og lys på undersiden. På den måde er den mindre synlig i vandet fra alle vinkler, fordi lyset i de øverste vandmasser kommer oppefra.

## Levevis
Sildens gydning kan forekomme på alle årstider. Den foregår som massegydning, hvor alle fisk gyder æg og sæd samtidig. Æggene er cirka 1,5 millimeter store og tungere end vand, så de synker til bunds. Efter 10-14 dage klækkes de, og de 7 millimeter store larver søger op til overfladelagene for dér at leve af dyre- og planteplankton. Larven er gennemsigtig og meget langstrakt. Ved en længde på 4 centimeter begynder skællene at dannes, og kroppen får sildefacon. Væksten er hurtigst i Nordatlanten ved Island og Norge, hvor silden bliver kønsmoden, når den er 3-7 år gammel og måler 25-35 centimeter. I Østersøen bliver den tidligere kønsmoden, mens dens vækst til gengæld er mindre.
Sild æder plankton, fx krebsdyr som vandlopper og krill, samt fiskeæg og fiskeyngel. De fleste af disse smådyr lever af planteplankton. Der er derfor særligt mange sild i områder, med meget planteplanton. Eksempelvis i Vadehavet, som er rigt på mange af de smådyr, som silden lever af.

### Naturlige fjender
Mange andre dyr lever af sild. Allerede som æg er den yndet føde for fx torsk, kuller og andre bundfisk. Småsildene jages i de øvre vandlag af fx makrel, hvilling, torsk, havørred, tobis og måger. Generelt bliver den forfulgt af alle havets rovfisk samt nogle pattedyr. Flere eksempler er laks, hornfisk, hajer, sæler og marsvin. Desuden er silden et vigtigt bytte for garnfiskere.

## Sildens historiske betydning
Sildefiskeriet i Øresund kendes fra kilder tilbage i 1000-tallet, men menes at have taget fart omkring år 1200, hvor Saxo, nok med en vis overdrivelse, beskriver, hvordan der i fangstsæsonen var så mange sild, at de kunne fanges med de bare hænder.
I senmiddelalderen havde fangsten af sild en helt afgørende betydning for økonomien i Nordeuropa. Særligt fangsten i Øresund var af stor betydning. Den udgjorde intet mindre end den tredjestørste handelsvare på europæisk plan (efter korn og klæde). Sammen med fiskeri af torsk var silden af dobbelt så stor betydning som Danmarks næststørste eksportvare: Stude. Det store sildemarked blev holdt i Falsterbo, som udviklede sig til et nordeuropæisk handelscentrum. Også Københavns vækst som handelsby har i høj grad været betinget af de rige forekomster af sild i Øresund. Hovedindtægterne gik dog til hanseatiske købmænd, som havde monopol på handelen med de – hovedsageligt – dansk-fangede fisk.
Beregninger viser, at der i slutningen af 1300-tallet sandsynligvis har været eksporteret 27.000 tons sild årligt – svarende til 300.000 tønder saltet sild. Med et skønnet lokalt forbrug oveni, anslås den samlede fangst at have ligget omkring 36.000 tons. Til sammenligning var fangsten omkring år 1900, med langt mere moderne fangstmetoder, faldet til omkring 20.000 tons. Den saltede sild var en eftertragtet handelsvare, ikke mindst som følge af de mange kristne fastedage i middelalderen. Op mod halvdelen af årets dage var mod middelalderens slutning fastedage, hvor man ikke måtte spise kød. Her var fisk det oplagte alternativ – for den del af befolkningen, der havde råd. Den fede sild fra Øresund blev anset for at være af særlig god kvalitet og indbragte omkring det dobbelte af, hvad man kunne få for sild fra Limfjorden.
Sildene blev saltet i tønder med salt fra nordtyske stensaltminer og eksporteret ned gennem Europa via de tyske hansestæder. I toldregistre fra 1398-1400 for hanseforbundets vigtigste by, Lübeck, kan man se, at sild var den vigtigste handelsvare af alle. Forskere fra History of Marine Animal Populations (HMAP) har kaldt middelalderens sildefiskeri "the most commercially important fishery in the world".
I midten af 1500-tallet kom det danske fiskeri af sild i krise. Handlen blev gradvist overtaget af nederlandske nordsøfiskere – sandsynligvis affødt af hanseatiske købmænds dårlige forvaltning af deres monopol på sildehandelen ved Østersøens markeder. En anden årsag var, at større nederlandske skibe ikke behøvede at bruge øresundshavnene som mellemstation undervejs til de baltiske havne. Sildefangsten skiftede dermed gradvist til at have Nordsøen som sit hovedområde, og i den danske økonomi overhalede landbruget fiskeriet som den største eksportsektor.
Da sildestimene undlod at komme ind til kysten ved slutningen af 1500-tallet, mente biskoppen i Bergen, Absalon Pedersson Beyer, at det var Guds straf, fordi lensherren havde taget sildetienden fra bygdepræsterne. En anden norsk gejstlig, Peder Claussøn Friis, fandt årsagen til sildens forsvinden i folks utaknemlighed for Guds gaver og usædelige opførsel. Han mente også, at Gud havde advaret folk med en underlig sild, der var blevet fanget i 1587 som et varsel om, at han ville tage denne rige gave fra dem, hvad han da også gjorde.